# Kurza Stopka na Wawelu
Kurza Stopka na Wawelu – XIV-wieczna część Zamku Królewskiego na Wawelu w Krakowie.

## Kurza Stopka (belwederek)
Wysunięta wieża – belwederek przylegający do wschodniego skrzydła Zamku Królewskiego na Wawelu. Budynek powstał w dolnej części około połowy XIV wieku, natomiast ciosowa okładzina z wapienia jurajskiego i wnętrze pochodzą z końca XIV wieku, jednak obecny barokowy wystrój wnętrza pochodzi z 1 poł. XVII wieku z czasów panowania Zygmunta III Wazy. Znajdujące się na elewacji trzy tarcze herbowe z Orłem, Pogonią i podwójnym Krzyżem Jagiellońskim pochodzą z XV wieku. Obecny kształt Kurzej Stopki prawdopodobnie pochodzi z okresu panowania Władysława Jagiełły. W XVI wieku wstawiono nowe obramienia okienne. W 1595 roku spłonął dach, jednak pokój króla w górnej części pozostał nienaruszony. Przy okazji remontu po pożarze dachów zmieniono wystrój wnętrz na barokowy, w związku z czym ozdobiono pokoje marmurami.

## Kurza Noga
Właściwy budynek wiązany z tą nazwą, ale określany w dawnych wzmiankach jako Kurza Noga, zachował się na zachód od wyżej opisanego belwederka i jest wtopiony w bryłę renesansowego pałacu. Kurza Noga zbudowana została około 1350 roku i przebudowana około 1380-1400 roku. Z pierwotnej Kurzej Nogi zachowała się kondygnacja podziemna i na wysokości parteru tzw. Sala Kazimierzowska.
Najniższa kondygnacja Kurzej Nogi jest zagłębiona i mogła pełnić rolę skarbca. Obecnie mieści część zbiorów ekspozycji zamkowej Zbrojowni.
Powyżej, na poziomie parteru, znajduje się gotycka tzw. Sala Kazimierzowska z centralnym filarem i nakryta gotyckimi sklepieniami z charakterystycznym profilem pryzmatycznym. W sali zachował się także kominek, sedilia przy oknach z obramieniami i portal gotycki od południa. Sala ta datowana jest na około 1350  roku, a więc na ostatnie lata panowania Kazimierza Wielkiego (zm. 1370 r.) albo na czas rządów Jadwigi oraz Władysława Jagiełły, zaś sklepienia mogły powstać później w latach 1380-1400. Obecnie w sali mieści się część zbiorów zamkowego Skarbca i taką rolę pomieszczenie to pełniło od czasu budowy renesansowego pałacu w XVI wieku aż do XVIII wieku.

Wyżej znajdowała się wysoka gotycka sala (być może tronowa w czasach Jagiełły) i z elementów jej średniowiecznej architektury zachowała się tylko dolna część wielobocznego centralnie usytuowanego filara, wspierającego sklepienie izby zwanej Alchemią, z którego pozostały jedynie nasady żeber w dwunastu punktach podparcia (stąd nazwa Kurza Noga). To w tej sali odbywały się narady, dokonywano zaprzysiężeń i wystawiano oficjalne dokumenty. Sala ta już nie istnieje, ponieważ została około 1527-1530 roku podzielona na dwa poziomy użytkowe, z których powstała tzw. Alchemia, pełniąca rolę sypialni Zygmunta I Starego, oraz wyżej położona barokowa Sala Pod Ptakami.

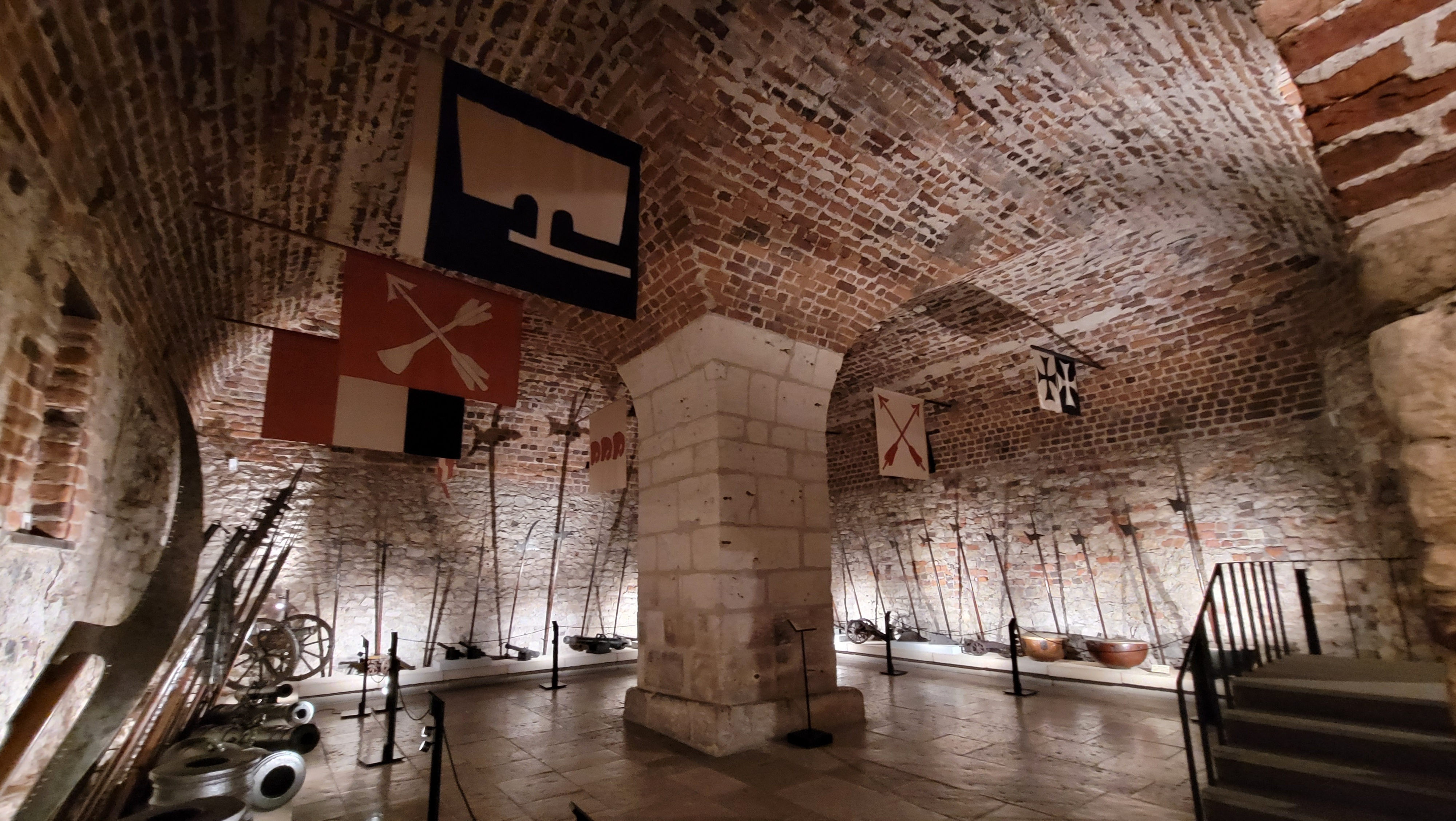
Najniższa kondygnacja Kurzej Nogi
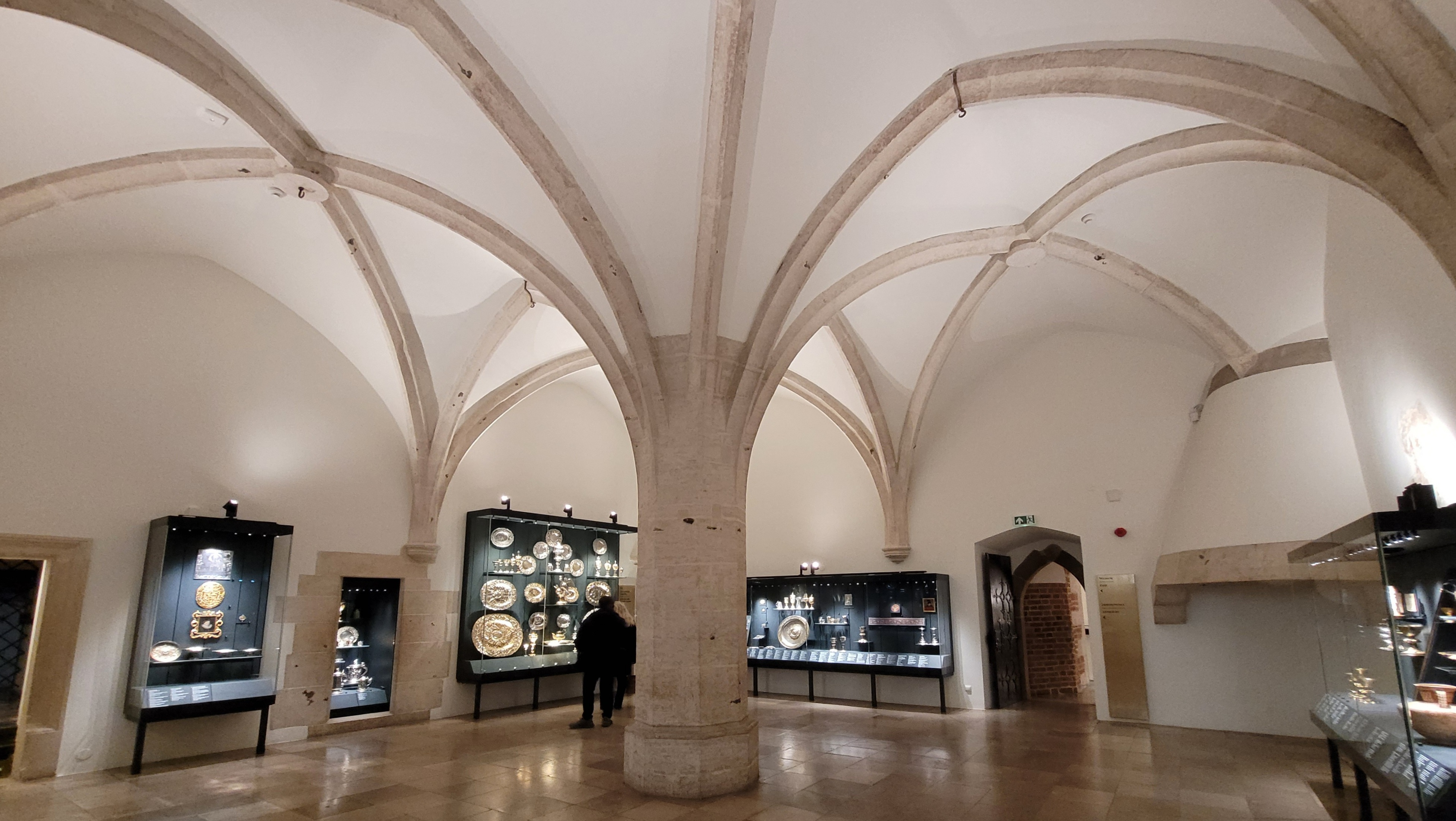
Parterowa kondygnacja Kurzej Nogi, tzw. Sala Kazimierzowska. Obecnie Skarbiec.
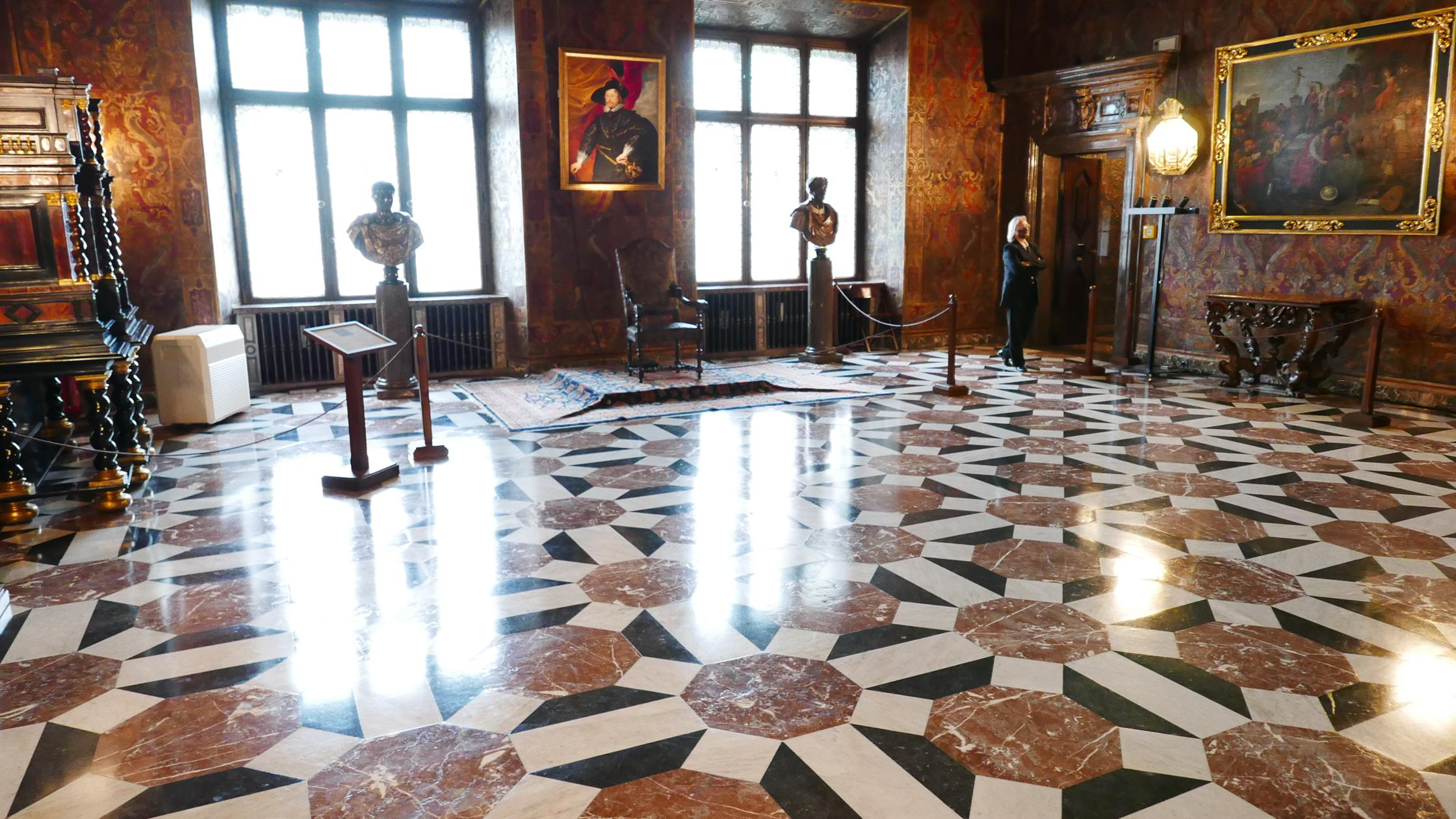
Sala pod Ptakami
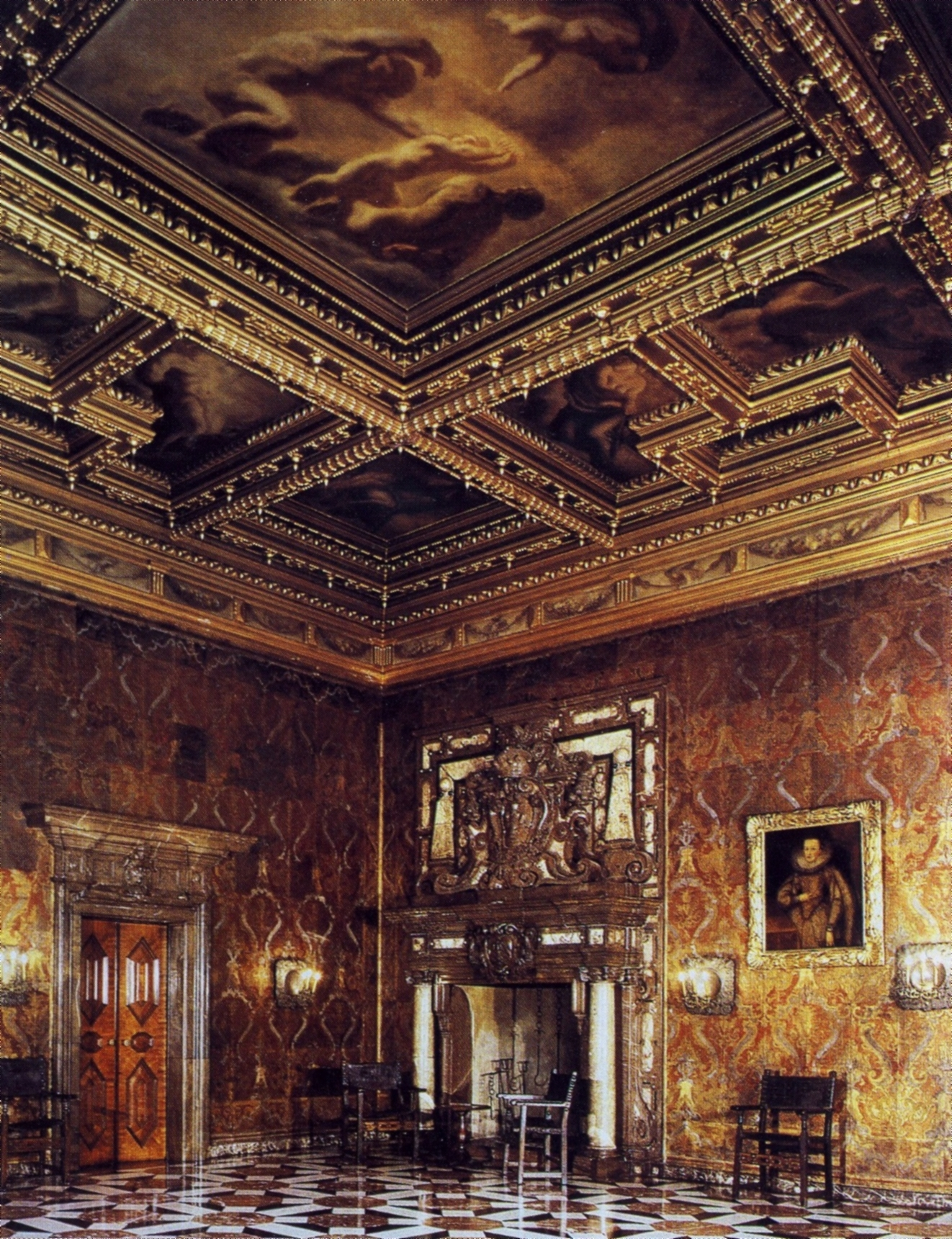
Sala pod Ptakami
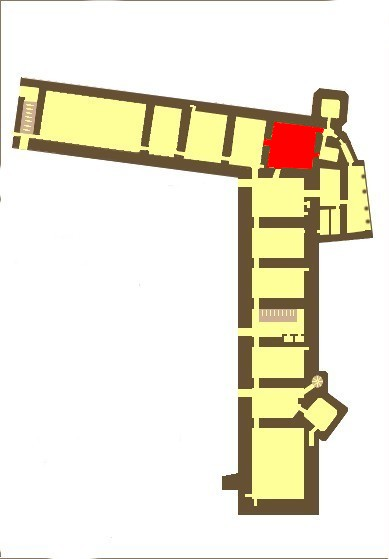
Kurza Noga na planie Wawelu (II piętro)